# Gensdarmes
Das Regiment Gensdarmes (auch Gendarmen-, Gens d’armes) war ein berühmtes und exklusives preußisches Reiterregiment.
Das Kürassierregiment (K10) hatte seine Garnison in Berlin am Gendarmenmarkt.
Kanton und somit Rekrutierungsgebiet für das Regiment waren die Städte Havelberg, Sandau und Hornburg, ebenso der Prignitzer Kreis, ein Teil des Jerichowschen Kreises und auch des Halberstädtschen Gebietes.

## Ursprünge, Geschichte
Der Name „Gendarmen“ (fr. gens d’armes) war ursprünglich die Bezeichnung für schwer gepanzerte und bewaffnete Ritter, die von König Karl VII. von Frankreich im Jahre 1442 als Truppe geschaffen wurden.
Im kurbrandenburgischen Fürstentum Halberstadt bildete Oberst (später Generalfeldmarschall) Dubislav Gneomar von Natzmer im Jahre 1691 das Corps gens d’armes, ein schweres Reiterregiment, das unter anderem in der Schlacht bei Malplaquet focht. Im Jahre 1713 erhöhte man die Anzahl der Eskadrons auf drei. Mit der Erhöhung wurden gleichzeitig als vierte Eskadron die preußische Garde du Corps (Leibgarde) mit dem Regiment Gens d’Armes verschmolzen. Im Jahre 1718 wurde das Regiment nochmals um eine, auf fünf Eskadrons erhöht.
Das Regiment Gens d’armes hatte seine größten Erfolge während der Kriege Friedrich II. unter anderem in den Schlachten bei Mollwitz am 10. April 1741, Hohenfriedberg am 4. Juni 1745, Lobositz am 1. Oktober 1756, Leuthen am 5. Dezember 1757 und Zorndorf am 25. August 1758.
Als Eliteregiment verfügten die Kürassiere ab 1777 über ein eigenes Krankenhaus.
Die Wachtmeister erhielten seit 1802 Rang und Patent eines Cornets der Armee.
Das Regiment Gens d’armes wurde nach den Kapitulationen von Wichmannsdorf am 27. Oktober 1806 und Anklam am 1. November aufgelöst. Reste des Regiments Gens d’armes wurden 1807 zur Bildung des ebenso berühmten Brandenburgischen Kürassier-Regiments Nr. 6 verwendet, das bis 1918 existierte.
Die Zustände im Gendarmen-Regiment vor der Schlacht bei Jena schildert kritisch Theodor Fontane in seinem Roman „Schach von Wuthenow“.
Der Name der Gendarmerie wurde von der französischen Gendarmerie nationale übernommen. Die Bezeichnung ging im Laufe des 19. Jahrhunderts auf zivile und militärische Polizeiorgane über.

## Kommandeur

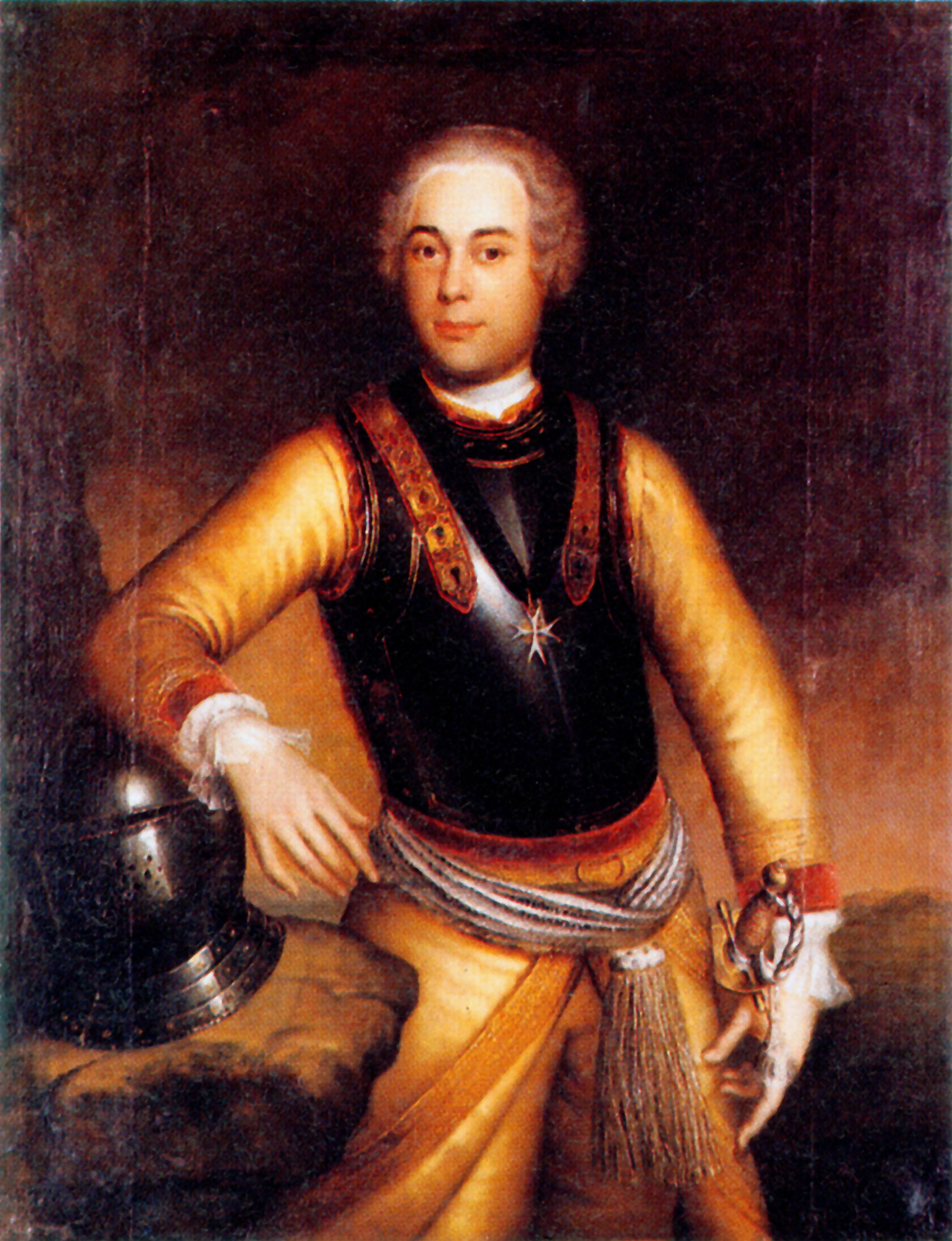
Ein berühmter Angehöriger des Regiments war Hans Hermann von Katte. Auf dem Ölgemälde von Georg Lisiewski fehlt dem Kürass die unter dem Hals angebrachte „Chiffre“ aus vergoldetem Messing mit den gekrönten Initialen FW König Friedrich Wilhelms I., der für den Tod Kattes verantwortlich war. Das Johanniterkreuz gehörte nicht zur Uniform.

- 1691: Oberst Dubislav Gneomar von Natzmer, 1739 als Generalfeldmarschall verstorben
- 1706: Oberst Philipp Ludwig Freiherr von Canstein, 1708 gefallen in der Schlacht bei Oudenaarde
- 1739: Oberst Wolf Adolf von Pannwitz, wurde als Generalmajor pensioniert
- 1743: Oberst Georg Konrad Freiherr von der Goltz, starb schon nach vier Jahren als Generalmajor
- 1747: Generalmajor Nicolaus Andreas von Katz(e)ler. Er führte das Regiment während des Siebenjährigen Krieges und starb 1761 als Generalleutnant
- dazwischen: Oberst Georg Heinrich von Holtzendorff, gefallen 1756 bei der Schlacht bei Lobositz
- 1761: Oberst Friedrich Albert Graf von Schwerin. Er wurde als Generalmajor pensioniert
- 1768: Generalmajor Hans-Friedrich von Krusemarck. Er starb 1775 als Generalleutnant
- 1775: Generalmajor Joachim Bernhard von Prittwitz. Er starb 1793 als General der Kavallerie
- 1777: Oberst Emanuel Friedrich von Bredow. Seit 1762 Ritter des Ordens Pour le Mérite
- 1793: Generalmajor Carl Friedrich von Elsner. Er wurde 1800 Generalleutnant

## Feldzüge, Schlachten und Einsätze der Gens d’armes
- Im Polnischen Krieg wurde eine Kompanie „Leibtrabanten“ am 28./30. Juli 1656 bei Warschau eingesetzt. Die Verlustzahlen sind unbekannt.
- Im Nordischen Krieg wurde eine Kompanie „Leibtrabanten“ eingesetzt. Sie kämpften 1658/60 bei Alsen und vor Frederioia in Vorpommern. Über Verluste ist nichts bekannt.
- Im Französischen Krieg 1672/74 wurde eine Kompanie „Leibtrabanten“ vor Pfalzburg und Breisach eingesetzt. Verluste sind nicht bekannt.
- Im Schwedischen Krieg 1675/79 ritten die „Leibtrabanten“ bei Fehrbellin zwei Attacken. Es wurden zwei Offiziere verwundet. Über Verluste unter den Gemeinen ist nichts bekannt. Ob es Verluste bei der Attacke von Tribsees am 27. Juni 1676 gab, ist unbekannt. Außerdem kämpften die „Leibtrabanten“ vor Stettin, vor Anklam, auf Rügen, vor Stralsund, Greifswald und in Ostpreußen.
- Die 3. Kompanie „Grand Mousquetiers“, dabei 65 Mann vom Adel, kam vor Bonn 1689/90 zum Einsatz. Dabei kamen Major von Tettau, Capitän von Dewitz, Wachtmeister von Berg und die Grand Mousquetiers von der Schulenburg, von Puttkamer, von Stuppenradt und von Arnstedt zu Tode. Zu den Verwundeten zählten der Kompaniechef, zwei Offiziere, zwei Unteroffiziere und 14 Gemeine.
- Das Corps Gens d’armes mit der Stärke einer Eskadron (sechs Offiziere, zwei Cornetts und 118 Unteroffiziere und Mann) wurde zwischen 1691 und 1697 folgendermaßen eingesetzt:

1691/92 in Frankreich, 1693 in Schlacht bei Neerwinden, 1694 vor Huy, 1695 vor Namur, 1696/7 in den Niederlanden. Über Verluste gibt es keine Erkenntnisse.
- 1699 Marsch an die Weichsel zur Besetzung der Polnischen Grenze.
- im Spanischen Erbfolgekrieg 1701–1714 betrug die Stärke des Corps Gens d’armes zwei Kompanien.

Diese verloren am 11. Juli 1708 vor Oudenaarde ihren Kommandeur Oberst Philipp Ludwig Freiherr von Canstein, rund vierzig Unteroffiziere und Mann bei einer Attacke gegen die französische Infanterie. Dabei wurden sie von der Lüneburgischen Kavallerie unter General von Natzmer unterstützt. Die feindliche Infanterie wurde zurückgeworfen aber von ihrem zweiten Treffen aufgenommen. Beim Rückzug attackierte die Schwadron Gens d’armes allein zwei gegnerische Infanterie-Bataillone und erbeutete sämtliche Fahnen. Erst eine Übermacht von drei französischen Garde-Schwadronen zwang die Gens d’armes sich hinter die preußische Infanterie zurückzuziehen. Dabei ging eine Standarte des Regiments, welche der in diesem Gefecht achtmal verwundete Cornett von Zieten trug, verloren.
Außerdem nahmen die Kompanien 1702 bei der Beschießung von Rheinberg teil. Des Weiteren im Jahr 1703 bei der Belagerung von Geldern und von Bonn und bei einem Gefecht vor Lauingen. 1704 kam es zur Schlacht bei Hochstädt, 1706 zur Belagerung von Menin. Im Jahr 1709 nahm das Regiment teil an der Schlacht bei Malplaquet und 1710 an der Belagerung von Douay, Bethune und Aire. 1711 wurde Bouchain belagert.
- Im Jahr 1714 ritt das Regiment Gens d’armes in einer Stärke von vier Escadrons gegen Schweden. Dabei fielen auf Rügen unter anderem der Rittmeister von Steinwehr. Die Gesamtverluste betrugen rund dreißig Unteroffiziere und Mann. Außerdem belagerte das Regiment 1715 Stralsund.
- Im Ersten Schlesischen Krieg 1740–1742 hatte das Regiment eine Stärke von fünf Eskadrons. Die Eskadron des Major von der Asseburg begleitete König Friedrich II, bis die „Garde du Corps“ nach Mollwitz ins Feld rückten. Am 27. Februar 1741 kam es zu einem Überfall auf Friedrich II. bei Baumgarten. Die Begleit-Eskadron des Königs ritt eine Gegenattacke. Es gab keine Verluste.
- Bei der Schlacht bei Mollwitz am 10. April 1741 attackierte nur eine Eskadron den Gegner, da die restlichen vier noch bei Ohlau standen. Dabei fielen ein Unteroffizier, sieben Kürassiere und 26 Pferde. 17 Kürassiere galten als vermisst. Das Regiment kämpfte im Jahr 1741 außerdem bei Glogau, Ohlau und Neiße. Im Folgejahr bei Göding, und Brünn. Im Jahr 1742 starb außerdem der Rittmeister von Zastrow.

Am 12. / 13. April 1742 gab es Kämpfe bei Zeltsch. Dabei starben drei Kürassiere und sechs Pferde.
Bei dem nächtlichen Überfall auf das Dorf Senitz bei Ollmütz, ging das Dorf in Flammen auf. Eine Hälfte des Regiments kämpfte zu Fuß, während der Rest den Gegner zu Pferd attackierte.
- Im Zweiten Schlesischen Krieg 1744–1745 bestand das Regiment wiederum aus fünf Eskadronen.
- 1745 kam es zur Schlacht bei Hohenfriedberg. Hier ritt das Regiment zusammen mit den Garde du Corps und dem Kürassierregiment Nr. 2 die Attacke von Striegau und hieb zwei Bataillone der sächsischen Armee nieder. Dabei wurden vier Mann getötet und 37 Mann verwundet. Darunter der Leutnant von Oppen.
- In der Schlacht bei Soor am 30. September 1745 ritten die Gens d’armes zusammen mit dem Regiment von Beeren (Nr. 2) die Attacke auf der Graner Kuppe. Dabei kamen Oberst-Leutnant von Bredow, Rittmeister von Maltitz, 14 Reiter und 114 Pferde ums Leben. Knapp fünfzig Menschen wurden verletzt.

Das Regiment kämpfte außerdem 1744 in der Schlacht bei Prag, 1745 bei Pilgramshain, Wildschütz und katholisch Hennersdorf. Über Verluste ist hier nichts bekannt.
- Im Dritten Schlesischen Krieg (Siebenjähriger Krieg) 1756–1763 betrug die Stärke der Gens d’armes fünf Eskadrons.
- In der Schlacht bei Lobositz am 1. Oktober 1756 ritt das Regiment zwei Attacken und eroberte zwei feindliche Standarten. Dieser Erfolg wurde mit dem Leben des Kommandeurs Oberst Georg Heinrich von Holtzendorff und weiterer rund fünfzig Kürassieren bezahlt. Neun Mann, darunter Leutnant von Münchow, wurden gefangen genommen.

Das Regiment wurde anschließend mit gefangenen sächsischen Garde du Corps komplettiert.
- Anfang November 1757 kam es zur Schlacht bei Roßbach. Das Regiment ritt den Angriff auf die feindliche Kavallerie nicht mit, attackierte zusammen mit den Garde du Corps anschließend aber die französische Infanterie und warf dadurch den rechten Flügel der feindlichen Armee über den Haufen. Für diesen Einsatz erhielten die zehn Kompaniechefs, der Adjutant von Dolff und Leutnant von Kleist den Orden „Pour le Mérite“.
- Einen Monat darauf kam es zur Schlacht bei Leuthen. Das Regiment attackierte wiederum zusammen mit den Garde du Corps das österreichische Regiment Modena und machten 2000 Gefangene. Bei einer anschließenden Verfolgung erbeuteten sie eine Kanone, zahlreiche Fahnen und Standarten sowie 15 Geschütze. Bei dieser Schlacht fielen 28 Mann, darunter der Cornett von Schmalenberg.
- Belagerung von Olmütz im Jahr 1758
- In der Schlacht bei Zorndorf erlitt das Regiment hohe Verluste. Bei den zwei gerittenen Attacken starben fast 70 Mann und 132 Pferde. Rund 35 Mann wurden verwundet. Allerdings waren die Erfolge in dieser Schlacht auch nicht ganz unerheblich. Das Regiment erbeutete sieben Fahnen und 14 Kanonen, wovon allein sechs auf das Konto der 5. Schwadron unter Leutnant von Dolff gingen. Drei Offiziere erhielten den Orden „pour le merite“.
- In der für die preußische Armee so verhängnisvollen Schlacht bei Hochkirch am 14. Oktober 1758 ritt das Regiment mehrere Attacken gegen feindliche Grenadiere, konnte die Niederlage jedoch nicht verhindern. In dieser Schlacht sind Major von Sydow, Rittmeister von Engelhardt sowie weitere 58 Mann gefallen.
- 1759 Schlacht bei Hoyerswerda
- 1760 Gefecht bei Kunzendorf
- Im August 1760 kam es zur Schlacht bei Liegnitz. Dabei starben acht Reiter.
- In der Schlacht bei Torgau am 3. November 1760 starben der Cornett von Tschischwitz, drei Unteroffiziere, 14 Kürassiere und 46 Pferde.
- 1762 kam es zum Treffen bei Reichenbach. Hier fochten allerdings nur 200 Mann des Regimentes. Die Verluste waren gering, es wurden aber drei Standarten erbeutet.
- Weitere kleinere Scharmützel im Siebenjährigen Krieg waren 1756 in Pirna. 1757 bei Prag, bei Kulm, Tyrow, Weißenfels, Gröster Hügel, Bedra, Groß Ohlau und bei Breslau.

1758 bei Schweidnitz, Proßnitz, Wichau, Olmütz, Gundersdorf, Domstadtl, Königgrätz und Neiße. 1759 Pretzsch und Freiberg. 1760 bei Dresden, Großenhain, Hochgiersdorf und Radis. 1761 bei Wahlstatt und Bunzelwitz. 1762 bei Adelsbach, Kunzendorf und Bunkersdorf.
- 1763 Rückmarsch nach Berlin

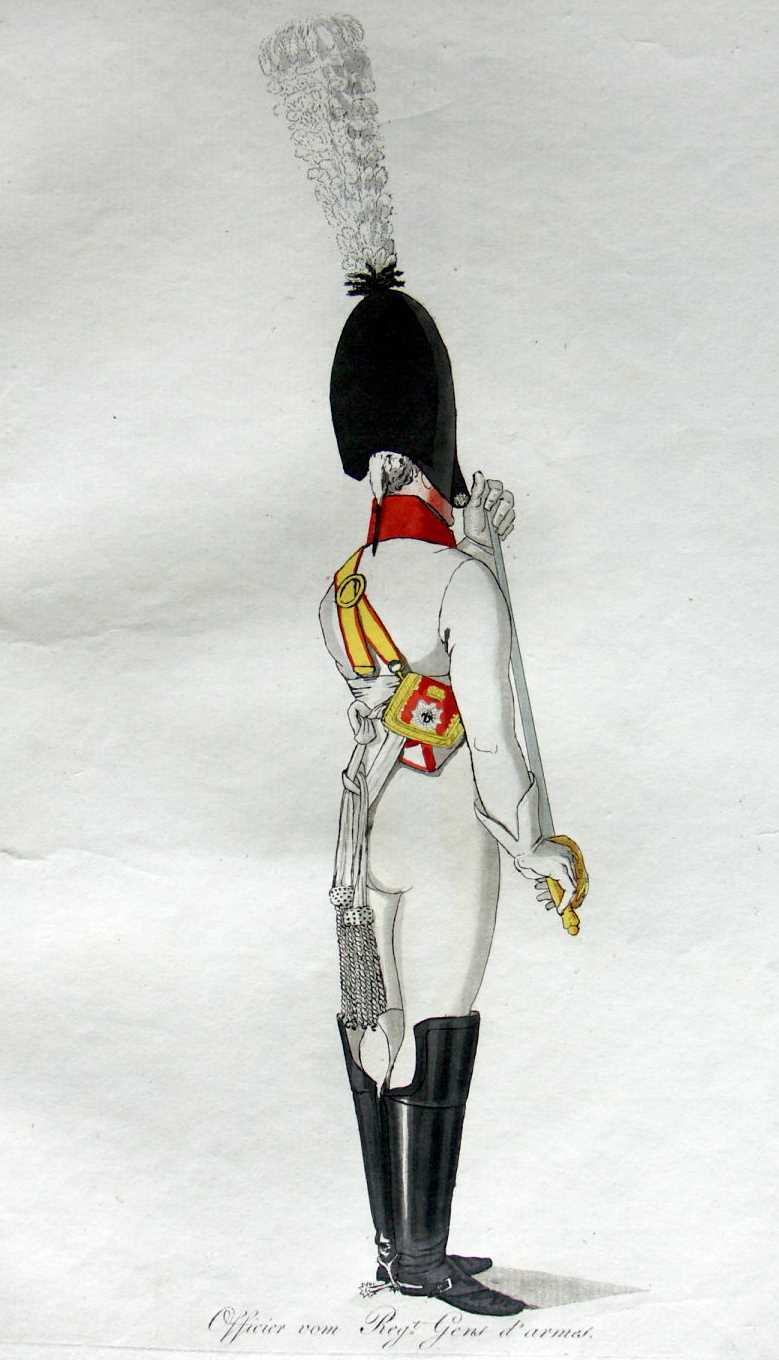
Offizier des Regiments Gensdarmes im Jahre 1806

- Im Bayerischen Erbfolgekrieg 1778–1779 kam es 1778 zu einem Gefecht bei Weisskirch, 1779 kehrte das Regiment nach Berlin zurück.
- Zwischen 1793 und 1795 kam es zum Feldzug gegen Polen. Dort kämpfte das Regiment bei Rawka, Miedrzomie und Kolo. Über Verluste ist nichts bekannt.
- 1805 Mobilmachung gegen Frankreich und Marsch nach Sachsen, Delitzsch und Halle.
- 1. März 1806 Rückkehr nach Berlin. Im August 1806 machte es sich wieder auf den Weg nach Auerstedt. Zum Einsatz der Gens d’armes in der berühmten Doppelschlacht von Jena und Auerstedt kam es jedoch nicht.

Auf dem Rückzug in Richtung Oder wurde das Regiment am 27. Oktober in der Nähe von Wichmannsdorf bei Boitzenburg von der französischen Division Beaumont eingekesselt. Das durch den Rückmarsch auf 350 Pferde dezimierte Regiment griff gegen 21.00 Uhr den übermächtigen Feind auf engem Terrain an. Nur einer kleinen Anzahl von Kürassieren, darunter Major von Wahlen-Jürgass, einigen Offizieren und vierzig Reitern, gelang mit der Standarte der Durchbruch. Der Rest des Regiments geriet in Gefangenschaft.
Die kleine Schar, der der Durchbruch gelungen war, schlug sich zum Corps Hohenlohe bei Prenzlau durch. Dort kapitulierten sie am 27. Oktober 1806 und gerieten ebenfalls in Gefangenschaft. Drei Eskadrons kapitulierten bei Anklam.
Die Depot-Schwadron, welche in Berlin verblieben war, marschierte mit den einberufenen Reserven nach Ostpreußen und wurden dort als Eskadron in die Märkische Kürassier-Brigade integriert.

## Uniform und Standarte zur Zeit Friedrich II.

Kürassier vom Regiment Gensdarmes von hinten, aus Adolph von Menzel: Die Armee Friedrichs des Großen in ihrer Uniformierung

Der Bortenbesatz bei den Unteroffizieren und Gemeinen zur Zeit Friedrich II. war von rotem Samt mit goldenem Mittelstreifen. Erstere hatten um die Aufschläge eine doppelte goldene Tresse. Trompeterborten golden mit rotsamtenem Streifen. Die Offiziere hatten außer dem Collet statt des weißen Rocks der übrigen Kürassieroffiziere einen roten Galarock mit dunkelblauem Kragen und Aufschlägen, goldenem Achselband und goldener Stickerei (zwölf Schleifen auf der Brust, vier auf den Aufschlägen, vier auf den Taschen, vier in der Taille, zwei hinten) sowie einen ebensolchen roten Interimsrock ohne Stickerei.
Die Standarte bestand aus Goldstoff, das Mittelschild in Silber gehalten mit dem gegen die Sonne fliegenden Adler und dem Spruchband „Pro Gloria at Patria“. Frangen und Stickerei waren in Gold gefertigt.

## Ausstattung der Kürassierregimenter zur Zeit Friedrich II.
weitgehend wörtlich zitiert aus:
Adolph Menzel
„Die Armee Friedrichs des Großen in ihrer Uniformierung“
Faksimile-Reproduktion, Battenberg Verlag 1998
Zur vollständigen Montierung und Ausrüstung des Kürassiers, damals vorzugsweise „Reiter“, in älterer Sprache auch „Reuter“ genannt, gehörten:
- Lederne Reithosen. Außen am Knie saß ein Streifen weißes Leinen, die sogenannte Stiefelmanschette. Im Stalle und zum gewöhnlichen Reiten wurden leinene Beinkleider getragen, im Winter wahrscheinlich über die ledernen gezogen. Zum Fußdienst und außer Dienst wurden im Sommer leinene Hosen getragen. Daneben kommen kurze Überknopfhosen vor, die in der kalten Jahreszeit über den Lederhosen angelegt wurden.
- Zwei Stulpstiefel. Nur die Stulpe von steifem Leder, das eigentliche Beinstück von „Schmierleder“.
- Die Halsbinde, schmal und steif, hinten zu binden.
- Die Weste (sog. Chemiset) von starkem Tuch, mit Leinenfutter, vorn herunter mit Haken und Ösen zu schließen, und außen mit leinener Bandborte besetzt.
- Das Kollet, von starkem, friesähnlichem Tuch (Kirsey) mit offenen Aufschlagen. Der Kragen besteht nur in einem glatt aufgenähten Streifen Tuch. Beide Rockflügel, gleich wie die Weste vorn herunter zusammengehakt, sind ebenda und zugleich die Schöße entlang, welche letztere aufgehakt sind, an den Säumen mit einer gewirkten starken Borte besetzt. Das Collet war hellgelb („paille“) und wurde in dieser Farbe angestrichen; nach dem Siebenjährigen Krieg kam weißer Anstrich auf – so auch für die ledernen Beinkleider und alles bisher gelb gehaltene Lederzeug. Nur das Regiment Nr. 2 behielt die gelben Collets bei. Die Regimentsabzeichen (Kragen, Aufschläge und Bortenbesatz) wurden um 1742 in der dargestellten Art festgesetzt. Vorher hatten die Regimenter 1, 2, 6, 7, 10 rote 3, 4, 8, 9, dunkelblaue, 5, 11, und 12 hellblaue Aufschläge und Kragen, auch die Borten waren zum Teil andere.
- Über das Kollet wurde die Pallasch geschnallt getragen, dessen Klinge glatt und zweischneidig ist. Die Scheide von Holz hat Lederüberzug mit Eisenbeschlag. Am Leibgurt der Pallaschkoppel ist links hinter dem Pallasch mit drei Riemen die Säbeltasche festgeschnallt (für kleine Bedürfnisse). Dieselbe ist in Form, Große und sonstiger Ausstattung der Husaren ähnlich.
- Stulphandschuhe.
- Die Schärpe, sie kam auf die Pallaschkoppel zu sitzen. Dieselbe ist von „Etamin“-Stoff und so lang, dass sie mehrere Male um den Leib gewickelt und vorn festgesteckt werden konnte.
- Der Kürass, nur für die Brust (Plastron), durch kreuzweise über den Rucken gehende Riemen vorn fest zu schnallen. Er ist von Eisen, geschwärzt; sein Rand mit gewichstem Zeug eingefasst, das Futter von rohem Leinen. Bis April 1732 hatten die Kürasse auch Rückenstücke. Die Reiter hatten, nachdem der Kürass Ende des 17. Jahrhunderts und Anfang des 18. Jahrhunderts außer Gebrauch gewesen war, 1715 wieder Bruststücke erhalten. Nur die Offiziere trugen bis 1731 auch Rückenstücke. Bei der Garde du Corps war der Kürass nicht schwarz, sondern blank.
- Die Patronentasche von schwarzem gewichstem Leder. Bei den „Garde du Corps“ und den „Gens d’Armes“ war sie aus weißem Leder und mit Bortenbesatz.
- Der Karabinerriemen mit dem daran befindlichen Haken, in welchen der Karabiner nach dem Feuern zu Pferde mit einem zu diesem Zweck an seiner Seite laufenden Ringe gehängt wurde.
- Die Frisur, dieselbe bestand auf jener Seite über dem Ohr in einer toupierten Locke (sog. „Hammelpfote“), alles übrige Haar streng aus dem Gesicht gekämmt. Das Hinterhaar wurde in einen steifen Zopf gewickelt, der bis ans Kreuz reichen musste; bei Ermanglung so langen eigenen Haares soll ein Luntenstrick die Stelle vertreten haben. Das Ende der Bandbewicklung wurde oben am Genick festgesteckt. Der Schnurrbart wurde gewichst und nach oben gestutzt getragen. Jeder andere Bart war verpönt.
- Der Hut, von Filz. Die zwischen seinen Krempen herumlaufenden Puscheln sind je nach der Eskadron verschiedenfarbig. Die Hutschnüre mit den daran befindlichen Seitenquasten waren in den Regimentern gleichfarbig; in alter Zeit bildeten sie ein wesentliches Unterscheidungsmerkmal und zeigten meist die Wappenfarben des Chefs. die zehn Kompanien jedes Regiments unterschieden sich durch die unterschiedlichen Degenquasten. Die Kokarde war bereits starkes Wollenband. Die Federbüsche wurden und zwar gleichzeitig bei der ganzen Kavallerie 1762 eingeführt. Im Felde wurde zur Sicherung gegen den Hieb ein eisernes Kopfkreuz getragen. Neben der Rückenfigur ist ein mit dergleichen versehener Hut dargestellt. (Zwar nicht nach der Wirklichkeit.)
- Der Mantel. Bei zwölf Regimentern (inkl. „Garde du Corps“) von blauem Tuch, bei einem (Reg. Nr. 5) von weißem. Sein Aufbewahrungsort ist hinter dem Sattel auf dem Mantelsack. Letzterer ist an Stoff und Farbe dem Mantel gleich.
- Ein leinener Kittel und eine Mütze von Tuch, beides für den Stalldienst.
- Der Karabiner. Mit ihm zog der Kürassier auf die Wache. Am Karabinerschuh am Sattel sind noch zwei lederne Schleifen befindlich. Die eine hielt das Spitzende des Piquetpfahls, an welchen im Lager das Pferd gebunden wurde. Die andere war bestimmt für den Stiel einer Sense (zum Futtermähen), deren Klinge wurde dann mit auf das Gepäck befestigt, wo auch noch bei einigen der Kessel für die Kochkameradschaft Platz finden musste. Es ist anzunehmen, dass nur von einer gewissen Anzahl Leute in jeder Eskadron Sensen eingeführt wurden. Für jedes Zelt d. h. für sechs bis acht Mann ein Feldkessel, eine große Feldflasche zum Wasserholen, ein Feldbeil und eine Sense.
- Zwei lange Pistolen, in Halftern am Sattel.
- Ein deutscher Sattel, unter ihm nur eine halbe Schabracke. Dieselbe mit Bandbortenbesatz und sonst mehr oder weniger verziert, und mit schwarzem Wachsleinen gefüttert.
- Das Gepäck. Unten der Futtersack, auf diesem der Mantelsack, oben der gerollte Mantel. Auf dem Marsch wurde noch gesponnenes Heu mitgeführt. Nach Aussage eines Veteranen aus jener Zeit hinter dem Gepäck auf dem Pferde.
- In Bezug auf die Pferde ist zu bemerken, dass in den Kürassier-Regimentern nur Rappen und Braune geritten wurden. Einzelne Regimenter sollen sogar nur Pferde von einerlei Farbe gehalten haben. Eine Ausnahme machten die Pferde der Trompeter und Pauker. Die Gens d’Armes bezogen ihre Pferde aus Ostpreußen. Als Erkennungszeichen hatte man ihnen ein großes „A“ eingebrannt. Die Dienstpferde waren im Schnitt neun Jahre alt.

Nach dem Tod Friedrich II. im Jahr 1786 beginnt sein Nachfolger
Friedrich Wilhelm II. mit dem Umgestalten der Uniformen, die seit Friedrich Wilhelm I. nahezu unverändert geblieben waren. Schwerin bemerkt dazu: „Die Bekleidung der Kürassiere ist in den Jahren 1787–1806 mehr ein Entkleiden zu nennen, wenigsten für den Oberkörper. Des Kollers Schöße wurden von Jahr zu Jahr kürzer, schließlich blieb nur noch auf dem verlängerten Rücken ein Zipfel übrig. Es sollte gespart werden. Dafür litt das Wohlbefinden des Reiters, denn Schutz gegen Kälte, Wind und Niederschläge gewährte das Kollet nicht, es mußte der schwere Mantel oft aushelfen...“